# Bistum Vila Real
Das Bistum Vila Real (lateinisch Dioecesis Villaregalensis, portugiesisch Diocese de Vila Real) ist eine in Portugal gelegene römisch-katholische Diözese mit Sitz in Vila Real.

## Geschichte
Das Bistum Vila Real wurde am 20. April 1922 durch Papst Pius XI. mit der Apostolischen Konstitution Apostolicae Praedecessorum Nostrorum aus Gebietsabtretungen der Bistümer Bragança und Miranda und Lamego sowie des Erzbistums Braga errichtet und dem Erzbistum Braga als Suffraganbistum unterstellt.

## Bischöfe von Vila Real
- João Evangelista de Lima Vidal, 1923–1933
- António Valente da Fonseca, 1933–1967
- António Cardoso Cunha, 1967–1991
- Joaquim Gonçalves, 1991–2011
- Amândio José Tomás, 2011–2019
- António Augusto de Oliveira Azevedo, seit 2019